# Piper patens
Piper patens är en pepparväxtart som beskrevs av Philipp Filip Maximilian Opiz. Piper patens ingår i släktet Piper och familjen pepparväxter. Inga underarter finns listade i Catalogue of Life.